# Wanderley Mariz
Vigolvino Wanderley Mariz (Caicó, 2 de novembro de 1940 - Natal, 2 de julho de 2020) foi um advogado e político brasileiro que exerceu três mandatos de deputado federal pelo Rio Grande do Norte.

## Biografia
Filho de Dinarte de Medeiros Mariz e Diva Wanderley Mariz. Advogado com Bacharelado em Direito pela Universidade Federal Fluminense, foi eleito deputado federal pela ARENA em 1974 e 1978 e com o fim do bipartidarismo no Governo João Figueiredo ingressou no PDS e foi reeleito em 1982 graças ao capital político do pai, que militou por mais de cinquenta anos na política potiguar.
Em sua última passagem pela Câmara dos Deputados ausentou-se na votação da emenda Dante de Oliveira em 1984 e votou em Paulo Maluf no Colégio Eleitoral em 1985, entretanto filiou-se ao PMDB e disputou uma vaga de senador pelo Rio Grande do Norte em 1986 ao lado de Martins Filho, mas ambos foram derrotados por José Agripino Maia (PFL) e Lavoisier Maia (PDS). Durante o governo Geraldo Melo foi Secretário de Justiça do Rio Grande do Norte.
Como integrante da Comissão de Interior da Câmara dos Deputados tratava com frequência das questões relacionadas ao semiárido nordestino. Após deixar o cargo no governo do estado retornou à advocacia e disputou sua última eleição pelo PSDC em 2008 quando perdeu a prefeitura de Caicó para Rivaldo Costa (PR).
Pai do vereador Wanderley Mariz, do Rio de Janeiro.
Wanderley Mariz estava internado desde o dia 27 de junho na UTI da Casa de Saúde São Lucas em Natal e faleceu em 2 de julho de 2020, aos 79 anos, em decorrência da COVID-19.